# Douglas Massey
Douglas Steven Massey, (Olympia, Washington, 5 de octubre de 1952) es un sociólogo estadounidense; profesor de sociología en la Escuela de Asuntos Públicos e Internacionales de Princeton, Universidad de Princeton, y profesor adjunto de sociología en la Universidad de Pensilvania. Premio Princesa de Asturias de Ciencias Sociales (2025).
Massey se especializa en sociología de la inmigración y ha escrito sobre el efecto de la segregación residencial en la clase baja negra de Estados Unidos. Ha sido presidente de la Asociación de Población de América, la Asociación Americana de Sociología y la Academia Americana de Ciencias Políticas y Sociales. Es coeditor de la Revista Anual de Sociología.

## Biografía
Massey se licenció en Sociología, Psicología y Español en la Universidad Western Washington en 1974. En 1977 obtuvo una Maestría en Sociología en la Universidad de Princeton y un doctorado en 1978. Fue becario Guggenheim entre 1990 y 1991.
Douglas S. Massey es fundador y codirector del Proyecto de Migración Latinoamericana y del Proyecto de Migración Mexicana, junto con su colaborador de larga data, Jorge G. Durand. Es miembro de la junta directiva del Instituto de Investigación Interdisciplinaria sobre Conflicto y Violencia (Institut für interdisziplinäre Konflikt und Gewaltforschung) de la Universidad de Bielefeld, exeditor de la Revista Internacional de Conflicto y Violencia y coeditor de la Revista Anual de Sociología.
Massey fue presidente de la Asociación de Población de América (1996); 92.º presidente de la Asociación Americana de Sociología (2000-2001); presidente de la Academia Americana de Ciencias Políticas y Sociales (2006-2015).
Las áreas de investigación de Massey incluyen: demografía, sociología urbana, raza y etnicidad, migración internacional, segregación racial,  y sociedad hispanoamericana, en particular México.

## Premios y distinciones
- Premio Princesa de Asturias de Ciencias Sociales (2025).[8]
- Reconocimiento especial del Consejo Cultural Mundial (2008).[9]

## Publicaciones
- 2007: Categorically Unequal: The American Stratification System Russell Sage; 340 pp. ISBN 978-0-87154-584-8
- 2007: New Faces in New Places: The New Geography of American Immigration (editor) Russell Sage; 370 pp. ISBN 978-0-87154-586-2
- 2005: Return of the "L" Word: A Liberal Vision for the New Century Princeton; 232 pp. ISBN 978-0-691-12303-5
- 2005: Strangers in a Strange Land: Humans in an Urbanizing World W.W. Norton; 352 pp.
- 2004: Crossing the border: Research from the Mexican Migration Project (co-edited with Jorge Durand) Russell Sage; 345 pp. ISBN 978-0-87154-288-5
- 2001: The Source of the River: The Origins, Aspirations, and Values of Freshmen at America's Elite Colleges and Universities (with Camille Charles, Garvey Lundy, and Mary J. Fischer) Princeton; 304 pp. ISBN 978-0-691-11326-5
- 2001: Beyond Smoke and Mirrors: U.S. Immigration Policy in the Age of Globalization (with Jorge Durand and Nolan Malone) Russell Sage; 216 pp. ISBN 978-0-87154-590-9
- 2001: Problem of the Century: Racial Stratification in the United States at Century's End (co-edited with Elijah Anderson) Russell Sage; 470 pp. ISBN 978-0-87154-054-6
- 1998: Worlds in Motion: International Migration at the End of the Millennium (with Joaquín Arango, Graeme Hugo, Ali Kouaouci, Adela Pellegrino, and J. Edward Taylor) Oxford; 362 pp.
- 1993: American Apartheid: Segregation and the Making of the Underclass (with Nancy A. Denton) Harvard; 304 pp. ISBN 978-0-674-01820-4
- 1987: Return to Aztlan: The Social Process of International Migration from Western Mexico (with Rafael Alarcón, Jorge Durand, Humberto González) University of California; 354 pp.

### Artículos
- Massey, Douglas S. (2000). «What I Don't Know About My Field but Wish I Did». Annual Review of Sociology (Annual Reviews) 26 (1): 699-701. doi:10.1146/annurev.soc.26.1.699.
- Massey, Douglas S. (1981). «Dimensions of the New Immigration to the United States and the Prospects for Assimilation». Annual Review of Sociology (Annual Reviews) 7 (1): 57-85. PMID 12312457. doi:10.1146/annurev.so.07.080181.000421.